# Fioritures (film, 2010)
Pour les articles homonymes, voir Fioriture.
 (octobre 2024).
La mise en forme du texte ne suit pas les recommandations de Wikipédia : il faut le « wikifier ».
Les points d'amélioration suivants sont les cas les plus fréquents. Le détail des points à revoir est peut-être précisé sur la page de discussion.
- Les titres sont pré-formatés par le logiciel. Ils ne sont ni en capitales, ni en gras.
- Le texte ne doit pas être écrit en capitales (les noms de famille non plus), ni en gras, ni en italique, ni en « petit »…
- Le gras n'est utilisé que pour surligner le titre de l'article dans l'introduction, une seule fois.
- L'italique est rarement utilisé : mots en langue étrangère, titres d'œuvres, noms de bateaux, etc.
- Les citations ne sont pas en italique mais en corps de texte normal. Elles sont entourées par des guillemets français : « et ».
- Les listes à puces sont à éviter, des paragraphes rédigés étant largement préférés. Les tableaux sont à réserver à la présentation de données structurées (résultats, etc.).
- Les appels de note de bas de page (petits chiffres en exposant, introduits par l'outil «  Source ») sont à placer entre la fin de phrase et le point final[comme ça].
- Les liens internes (vers d'autres articles de Wikipédia) sont à choisir avec parcimonie. Créez des liens vers des articles approfondissant le sujet. Les termes génériques sans rapport avec le sujet sont à éviter, ainsi que les répétitions de liens vers un même terme.
- Les liens externes sont à placer uniquement dans une section « Liens externes », à la fin de l'article. Ces liens sont à choisir avec parcimonie suivant les règles définies. Si un lien sert de source à l'article, son insertion dans le texte est à faire par les notes de bas de page.
- La présentation des références doit suivre les conventions bibliographiques. Il est recommandé d'utiliser les modèles {{Ouvrage}}, {{Chapitre}}, {{Article}}, {{Lien web}} et/ou {{Bibliographie}}. Le mode d'édition visuel peut mettre en forme automatiquement les références.
- Insérer une infobox (cadre d'informations à droite) n'est pas obligatoire pour parachever la mise en page.

Pour une aide détaillée, merci de consulter Aide:Wikification.
Si vous pensez que ces points ont été résolus, vous pouvez retirer ce bandeau et améliorer la mise en forme d'un autre article.
Pour plus de détails, voir Fiche technique et Distribution.
Fioritures (en russe : Выкрутасы, Vykrutasy) est une comédie russe réalisée par Levan Gabriadze, produite par Timour Bekmambetov, sortie sur les écrans russes en 2010.

## Synopsis

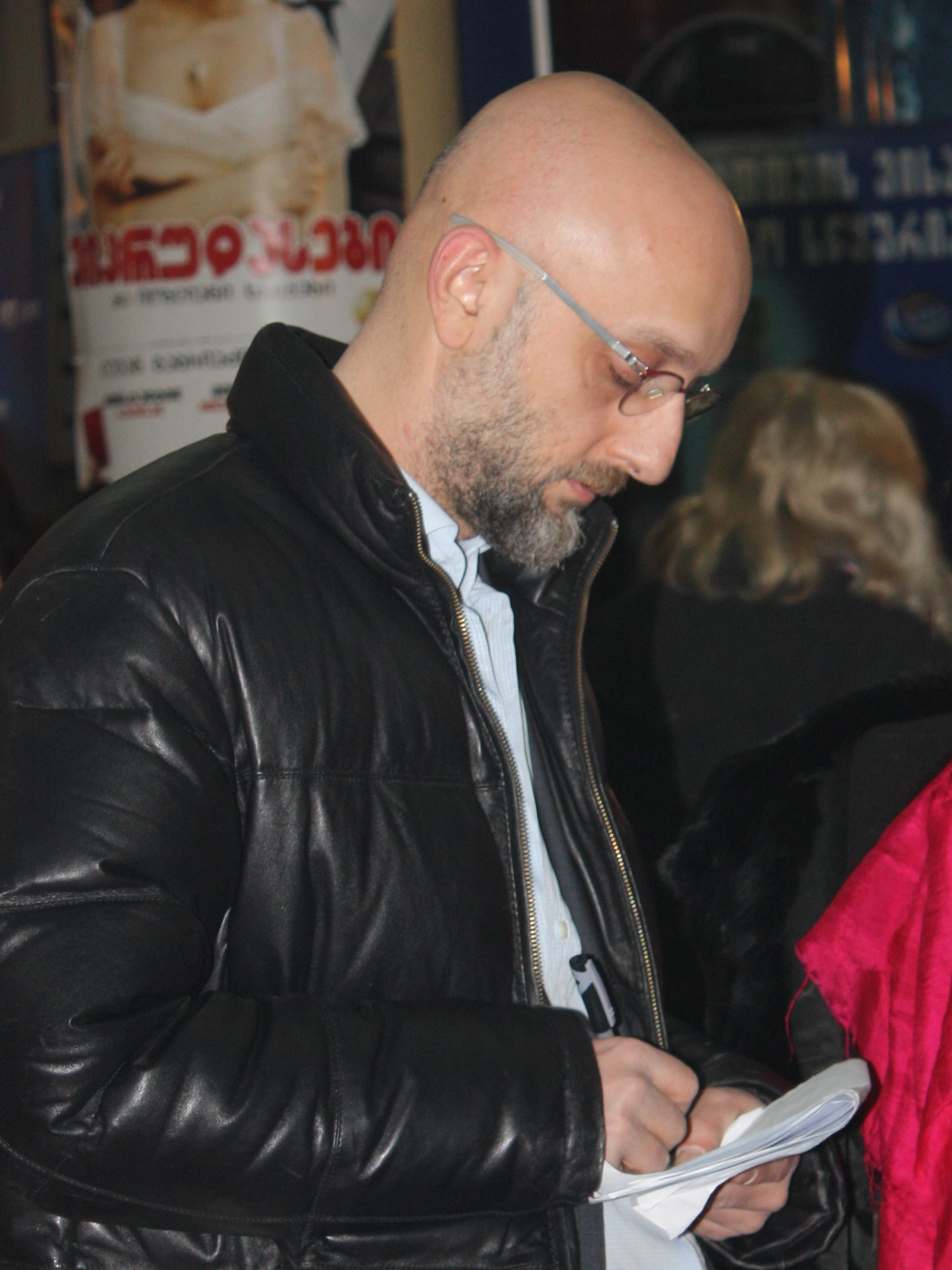
Levan Gabriadze, lors de la première projection de son film.

Viatcheslav Kolotilov (Constantin Khabenski), professeur à Paltchiki, petite ville balnéaire sur la mer Noire, monte à Moscou pour tenter d'y publier un premier roman. Éconduit par l'éditeur qui lui conseille, « pour écrire un roman d'amour, de connaître soi-même une histoire d'amour », il traverse, songeur, l'avenue. Une automobile lancée à vive allure le percute alors. Nadejda (Milla Jovovich), au volant, et Danil (Ivan Ourgant), son fiancé, sortent du véhicule, catastrophés. Plus de peur que de mal, Kolotilov s'en sort avec juste une jambe cassée, mais, témoin de la goujaterie du futur mari, conseille à la jeune femme de ne pas l'épouser. Celle-ci l'écoute puis tombe amoureuse de son accidenté, sentiments partagés bien entendu.
De retour à Paltchiki, où l'année scolaire se termine, Kolotilov s'apprête à prendre le train pour Moscou où il doit célébrer ses noces avec Nadejda, à la consternation de la directrice d'école, secrètement éprise de Kolotilov. À la gare de Paltchiki, qui accueille les footballeurs du Championnat de Russie des benjamins, le député de la Douma, Iouri Petrovitch Triorgolovitch (Vladimir Menchov), épingle le maire de la ville qui aligne des cadets dans sa sélection. Interpellé, Kolotilov, qui se trouvait là, se défend d'être l'entraîneur de l'équipe. Tandis qu'il s'attend à ce que la directrice témoigne en sa faveur, celle-ci affirme au député qu'il est bien l'entraîneur des adolescents, seul moyen de le garder plus longtemps à ses côtés, et de faire capoter le mariage.
Kolotilov se retrouve bloqué le temps du tournoi, chargé en plus de former une nouvelle équipe pour concourir. L'entraîneur de l'équipe moscovite, Khloboustine (Sergueï Garmach), vieux briscard quelque peu mafieux, lui vient en aide, et lui fait comprendre que plus vite il perdra le tournoi, plus vite il pourra convoler... quitte à ce qu'il sélectionne les jeunes les moins doués pour défendre les couleurs de Paltchiki ! Le sélectionneur improvisé sillonne alors les rues de la ville où, pense-t-il, les gamins abandonnés, petits voleurs en herbe, lui permettront de rapidement rejoindre Moscou.
C'est sans compter sur leur talent naturel, leur désir de réussir, et le secret espoir que, auréolés de la victoire, ils soient reconnus par leurs parents et qu'ils revivent ensemble...

## Distribution
- Constantin Khabenski : Viatcheslav Kolotilov
- Milla Jovovich : Nadejda
- Ivan Ourgant : Danil, son fiancé
- Sergueï Garmach : Khloboustine, entraîneur des jeunes de Moscou
- Vladimir Menchov : Iouri Petrovitch Triorgolovitch, député à la Douma
- Alexandre Robak : maître d'équipage, en cheville avec Khloboustine
- Saveli Goussev : Aleksandr « Kara », le leader
- Mikhaïl Nikolski : Tchouma, le simulateur
- Dmitri Bilinine : Tchitcha, acolyte de Tchouma, qui pousse les cris d'orfraie
- Oleg Maslenikov : Koptchik, qui vole dans les airs
- Gleb Stepanov : Chpala, qui sert de tremplin à Koptchik
- Djoumber Ardichvili : Quat'zieux, le voleur de pastèques
- Iouri Gostichtchiev : Marat
- Mikhaïl Gostichtchiev : Renat, frère jumeau de Marat
- Ilia Sologoube : Kozioulia, qui a un strabisme
- Ivan Diomine : Darik, qui vit dans sa tour
- Taïssia Vilkova : Taïssia, « photographe de presse »
- Galina Loguinova : mère de Nadejda

## Fait intéressant
- Dans la vie civile, Galina Mikhaïlovna Loguinova est réellement la mère de Milla Jovovich.